# 3. Garde-Spezialaufklärungsbrigade

Ärmelpatch

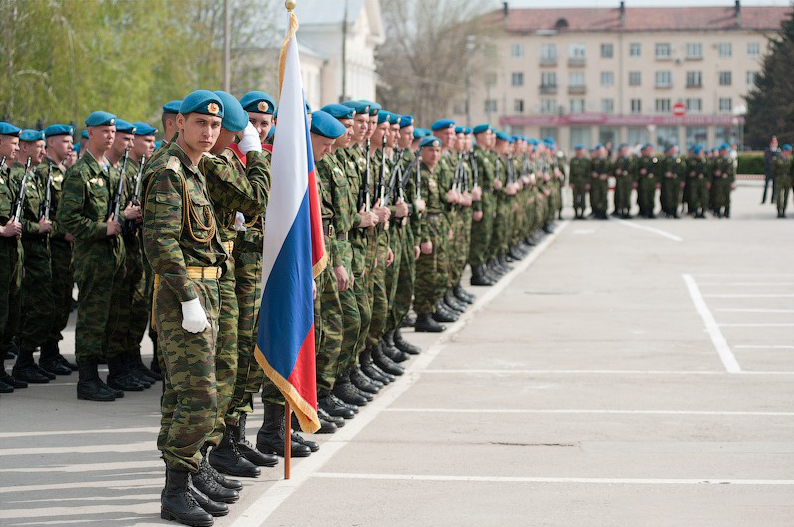
Brigadeangehörige am Tag des Sieges (2011)

Die 3. Garde-Spezialaufklärungsbrigade (russisch 3-я отдельная гвардейская Варшавско-Берлинская Краснознамённая ордена Суворова III степени бригада специального назначения (3-я огбрСпН)) ist eine russische, vormals sowjetische Brigade der Speznas, die dem Militärnachrichtendienst GRU unterstellt ist.
Sie wurde 1966 aufgestellt und war als der Teil der Gruppe der Sowjetischen Streitkräfte in Deutschland in der Kaserne Neuthymen in Fürstenberg/Havel in der Deutschen Demokratischen Republik stationiert. Schon vor Abzug der russischen Truppen aus Deutschland wurde die 3. Garde-Spezialaufklärungsbrigade im Jahr 1991 in die neu gebaute Militärsiedlung Roschtschinski in der Oblast Samara verlegt.
Seit 2010 ist die 3. Garde-Spezialaufklärungsbrigade in Togliatti stationiert.
Einheiten der Brigade waren an der militärischen Besetzung der Krim im Vorfeld des Referendums über den Status der Krim beteiligt.
BBC News mutmaßte im Oktober 2022, dass im „Kessel von Lyman“ im Russisch-Ukrainischen Krieg bis zu 75 % der Spezialeinheit (mehr als 200 Soldaten) verwundet, getötet oder außer Gefecht gesetzt worden sein könnten.

## Auszeichnungen
- Rotbannerorden
- Suworow-Orden III. Klasse